# Frank Haenschke
Frank Haenschke (* 27. September 1937 in Altenburg; † 16. März 2025 in Aalen) war ein deutscher Chemiker und Politiker der SPD.

## Leben
Frank Haenschke besuchte das Leibniz-Gymnasium in Rottweil und studierte nach dem Abitur Chemie in Tübingen und Stuttgart. Im Jahr 1965 promovierte er mit der Arbeit Oxydierte Triphenylsilylmethane. Darstellungsversuche und Infrarotspektren. Nach Tätigkeit als Hochschulassistent von 1962 bis 1968 in Stuttgart wurde er Dozent an der Fachhochschule Aalen.

## Politik
Er trat 1970 der SPD bei. In der SPD war er langjährig in verschiedenen Vorstandsfunktionen tätig, unter anderem als Stadtverbandsvorsitzende in Aalen. Er gehörte 17 Jahre dem Kreistag an.
Von 1972 bis 1976 war er Mitglied des Deutschen Bundestages. Haenschke wurde über die Landesliste Baden-Württemberg gewählt.
Der Schwerpunkt seiner Arbeit lag im Innenausschuss. Er war Ausschuss-Berichterstatter seiner Fraktion bei der Beratung des Bundesdatenschutzgesetzes. 1977 war er als Bundesdatenschutzbeauftragter im Gespräch, wurde aber nicht ernannt. Weiterhin war er Mitglied des Bundestagsausschusses für Forschung und Technologie und beschäftigte sich dort mit dem Umweltschutz und dem Thema Kernenergie. Er war stellvertretendes Mitglied im Ausschuss für Bildung und Wissenschaft.
Björn Engholm berief Frank Haenschke für die Landtagswahl in Schleswig-Holstein 1983 in sein Regierungsteam.

## Werke
Frank Haenschke verfasste mehrere Bücher:
- Modell Deutschland? Die Bundesrepublik in der technologischen Krise. Rowohlt, Reinbek bei Hamburg 1977, ISBN 3-498-02831-6.
- mit Gerd Schuster: Die gigantische Verschwendung. Hintergründe und Ursachen der Energiekrise. Kindler, München 1982, ISBN 3-463-00849-1.

Frank Haenschke war ab 1982 Mitglied im wissenschaftlichen Beirat der Zeitschrift Natur.